# Kgomodiatshaba
Kgomodiatshaba – wieś w Botswanie w dystrykcie Kgatleng. Według spisu ludności z 2011 roku wieś liczyła 418 mieszkańców.